# 金山隼樹
金山 隼樹（かなやま じゅんき、1988年6月12日 - ）は、島根県出雲市出身のプロサッカー選手。Jリーグ・ファジアーノ岡山所属。ポジションはゴールキーパー。

## 来歴

### ユース時代
6歳からサッカーを始める。
2004年、サンフレッチェ広島ユースに入団。同期に平繁龍一、遊佐克美、野田明弘ら。2年生からレギュラーを掴み、高円宮杯ベスト4入りに貢献している。ただ3年生になると怪我もあり兼田亜季重にレギュラーの座を奪われてしまい、同年度のJユースカップ決勝戦でもベンチ入りできなかった。
2007年、立命館大学へ進学する。2010年、関西学生選抜に選ばれた。

### V・ファーレン長崎
2011年、当時JFLのV・ファーレン長崎のセレクションに合格し入団。1年目は近藤健一の控えながら8試合に出場した。2012年は怪我によりキャンプで出遅れたため 新加入の原田欽庸がレギュラーを掴んだことから、バックアップである第3GKとしてJFL優勝とJ2昇格に貢献した。同年度でJFL1試合のみ出場しているが、J2昇格決定後の若手に出番を与える「花試合」での出場であった。
2013年も当初は第3GKの位置にいたが、原田の怪我とロアッソ熊本から加入した岩丸史也の不調により、3月20日のカターレ富山戦でレギュラーに抜擢され、Jリーグ初出場を果たすと試合は1-0でクラブのJリーグ初勝利に貢献し、以降正GKとなった。正GKとなってからは10戦無敗を記録するなどJ2昇格1年目ながらJ1昇格プレーオフ圏内の6位に入る原動力となった。

### コンサドーレ札幌
2014年、コンサドーレ札幌へ完全移籍。
3月2日に行われたジュビロ磐田との開幕戦では開幕スタメンを果たし、再三のピンチに好セーブを見せ、前田遼一のPKを止めるなどチームの完封勝利に貢献した。
2015年はこの年加入したク・ソンユンに開幕スタメンを奪われ、9試合の出場に留まった。
2016年は9試合に出場。ク・ソンユンが韓国代表でチームを離れた際に出場。7月20日松本山雅FC戦では前回アウェーで対戦したときに負けた悔しさからスーパーセーブを連発しチームの勝利に貢献した。12月19日には自身のTwitterで目の手術をしたことを発表した。
2017年はリーグ・カップ戦合わせて8試合に出場、第27節のアルビレックス新潟戦ではク・ソンユンが相手FWとの接触で負傷退場し、急遽金山が出場した。

### ファジアーノ岡山
2018年、出場機会を求めファジアーノ岡山へ完全移籍。
同年は一森純とポジションを争いながら22試合に出場するも、19年は完全に一森にポジションを奪われ、8試合の出場に留まった。
2020シーズンは一森が移籍するも、新加入のポープ・ウィリアムが正GKに定着したため、自身は2試合の出場に留まった。
2021シーズンはポープが移籍したため、開幕からレギュラーとして出場していたが、清水エスパルスからレンタルで加入した梅田透吾が第19節に初出場を果たすと、以降は梅田にポジションを譲り再び控えに降格。
2022シーズンも引き続き梅田の控えに留まっていたが、開幕直後に梅田が負傷離脱すると、代わって先発に抜擢。以降はレギュラーとして出場した。しかし、湘南ベルマーレからレンタルで加入した堀田大暉の台頭もありシーズンを通して14試合出場に留まった。このシーズンはキャプテンとしてチームを引っ張り、クラブ初の3位という成績に貢献した。
2022年12月2日　2023シーズンの契約更新が発表された。しかし、鹿島アントラーズから育成期限付き移籍で加入した山田大樹の起用や、堀田が完全移籍で加入したこともあり、サブメンバーに回ることとなる。第15節大宮アルディージャ戦で初出場を果たした。第21節大分トリニータ戦でJ2リーグ通算150試合出場を達成した。

## 所属クラブ
- 平田市立平田中学校
- サンフレッチェ広島ユース
- 立命館大学
- 2011年 - 2013年  V・ファーレン長崎
- 2014年 - 2017年 コンサドーレ札幌 / 北海道コンサドーレ札幌
- 2018年 -  ファジアーノ岡山

## 個人成績
| 国内大会個人成績 | 国内大会個人成績 | 国内大会個人成績 | 国内大会個人成績 | 国内大会個人成績 | 国内大会個人成績 | 国内大会個人成績 | 国内大会個人成績 | 国内大会個人成績 | 国内大会個人成績 | 国内大会個人成績 | 国内大会個人成績 |
| 年度             | クラブ           | 背番号           | リーグ           | リーグ戦         | リーグ戦         | リーグ杯         | リーグ杯         | オープン杯       | オープン杯       | 期間通算         | 期間通算         |
| 年度             | クラブ           | 背番号           | リーグ           | 出場             | 得点             | 出場             | 得点             | 出場             | 得点             | 出場             | 得点             |
| 日本             | 日本             | 日本             | 日本             | リーグ戦         | リーグ戦         | リーグ杯         | リーグ杯         | 天皇杯           | 天皇杯           | 期間通算         | 期間通算         |
| ---------------- | ---------------- | ---------------- | ---------------- | ---------------- | ---------------- | ---------------- | ---------------- | ---------------- | ---------------- | ---------------- | ---------------- |
| 2011             | 長崎             | 26               | JFL              | 8                | 0                | -                | -                | 1                | 0                | 9                | 0                |
| 2012             | 長崎             | 21               | JFL              | 1                | 0                | -                | -                | 0                | 0                | 1                | 0                |
| 2013             | 長崎             | 21               | J2               | 39               | 0                | -                | -                | 1                | 0                | 40               | 0                |
| 2014             | 札幌             | 1                | J2               | 28               | 0                | -                | -                | 1                | 0                | 29               | 0                |
| 2015             | 札幌             | 1                | J2               | 9                | 0                | -                | -                | 1                | 0                | 10               | 0                |
| 2016             | 札幌             | 1                | J2               | 9                | 0                | -                | -                | 0                | 0                | 9                | 0                |
| 2017             | 札幌             | 1                | J1               | 2                | 0                | 5                | 0                | 1                | 0                | 8                | 0                |
| 2018             | 岡山             | 13               | J2               | 22               | 0                | -                | -                | 0                | 0                | 22               | 0                |
| 2019             | 岡山             | 13               | J2               | 8                | 0                | -                | -                | 2                | 0                | 10               | 0                |
| 2020             | 岡山             | 13               | J2               | 2                | 0                | -                | -                | -                | -                | 2                | 0                |
| 2021             | 岡山             | 13               | J2               | 18               | 0                | -                | -                | 1                | 0                | 19               | 0                |
| 2022             | 岡山             | 13               | J2               | 13               | 0                | -                | -                | 1                | 0                | 14               | 0                |
| 2023             | 岡山             | 13               | J2               | 2                | 0                | -                | -                | 1                | 0                | 3                | 0                |
| 2024             | 岡山             | 13               | J2               | 0                | 0                | 0                | 0                | 0                | 0                | 0                | 0                |
| 2025             | 岡山             | 13               | J1               |                  |                  |                  |                  |                  |                  |                  |                  |
| 通算             | 日本             | 日本             | J1               | 2                | 0                | 5                | 0                | 1                | 0                | 8                | 0                |
| 通算             | 日本             | 日本             | J2               | 150              | 0                | 0                | 0                | 8                | 0                | 158              | 0                |
| 通算             | 日本             | 日本             | JFL              | 9                | 0                | -                | -                | 1                | 0                | 10               | 0                |
| 総通算           | 総通算           | 総通算           | 総通算           | 161              | 0                | 5                | 0                | 10               | 0                | 176              | 0                |

その他の公式戦
- 2013年
  - J1昇格プレーオフ 1試合0得点
- Jリーグ初出場 - 2013年3月20日 J2第4節 対カターレ富山 (長崎県立総合運動公園陸上競技場)

## タイトル

### クラブ
サンフレッチェ広島ユース
- JFAプリンスリーグU-18中国 (2004年、2005年、2006年)
- 高円宮杯全日本ユース(U-18)サッカー選手権大会 （2004年）
- 日本クラブユースサッカー選手権 (U-18)大会 （2004年）
- Jリーグユース選手権大会 (2006年)

V・ファーレン長崎
- 日本フットボールリーグ (2012年)

北海道コンサドーレ札幌
- J2リーグ（2016年）